# Spånga IP
Der Spånga Idrottsplats, oftmals als Spånga IP abgekürzt, ist ein Sportkomplex im er Stadtbezirk Spånga-Tensta der schwedischen Hauptstadt Stockholm. Die Anlage besteht aus einem Fußballstadion mit Leichtathletikanlage und einem Bandyplatz sowie angrenzend jeweils einer Eis- und Turnhalle und einem weiteren Fußballfeld.

## Geschichte
Der Spånga IP wurde als Fußballplatz auf dem Gebiet der Spånga Rundradiostation, der ersten Großrundfunkstation Schwedens, errichtet. Als diese Ende der 1960er, Anfang der 1970er Jahre zurückgebaut wurde, wurde die Sportanlage ausgebaut. 1972 bestritten die seinerzeit zweitklassig antretenden Fußballspieler der Mannschaft von Spånga IS ihre Heimspiele im Stadion. Die zudem angelegte Kunsteisbahn wurde 1977 mit einem Bandy-Länderspiel zwischen der schwedischen und der UdSSR-Nationalmannschaft eingeweiht. 
Insbesondere die Bandymannschaften von Spånga IS, AIK und Djurgårdens IF nutzten die Eisbahn als Heimspielstätte. Später wechselten die AIK-Mannschaften in die Gubbängens skridsko- och bandyhall, DIF zog auf das Gelände des Östermalms IP um.
Das Freilufttadion verfügt über einen Naturrasenplatz, der mit einer Leichtathletikanlage mit Laufbahnen umgeben ist. Das Gelände verfügt über eine nicht überdachte Haupttribüne und bietet zirka 1000 Zuschauern Platz. Neben den Fußballern von Spånga IS nutzte auch Akropolis IF das Stadion als Heimspielstätte während der Zeit des Clubs in der drittklassigen Division 1. Nach dem Aufstieg in die Superettan wechselte der Klub ab 2020 aufgrund der höheren Anforderungen auf den Grimsta IP.